# شاهین دریا (فیلم ۱۹۲۴)
شاهین دریا (انگلیسی: The Sea Hawk) یک فیلم صامت در سبک به کارگردانی فرانک لوید است که در سال ۱۹۲۴ منتشر شد. این فیلم اقتباسی سینمایی از روی رمان شاهین دریا (۱۹۱۵) اثر رافائل ساباتینی

## بازیگران
- میلتن سیلز
- لوید هیوز
- والاس مک دونالد
- والاس بیری
- کلیر دو بری
- فرد اسپنسر
- کاتلین کی
- لایونل بلمور
- ویلیام کالی‌یر
- تئودور لورچ
- فرانک کوریر